# Жажда смерти (фильм, 1974)
«Жажда смерти» (англ. Death Wish) — американский кинофильм режиссёра Майкла Уиннера, снятый по одноимённому произведению Брайана Гарфилда.
В 2018 году вышел одноимённый ремейк картины с Брюсом Уиллисом в главной роли.

## Сюжет
Нью-Йорк начала 1970-х — город, который захлестнула преступность. Однако это не слишком беспокоит либерально настроенного талантливого архитектора Пола Кёрси. Но однажды на его жену и дочь нападают бандиты. От побоев жена Пола умирает, а у дочери развивается тяжёлое психическое расстройство. Керси пытается разобраться в произошедшем, однако видит, что полиция бессильна повлиять на ситуацию в городе.
Руководство компании, стараясь помочь Полу, командирует его в Тусон, штат Аризона, для планирования нового городского квартала. Заказчик обращается к архитектору с просьбой сохранить ландшафт будущего квартала и проектировать дома таким образом, чтобы через 20 лет они не превратились в трущобы. Пол успешно справляется с заданием. В качестве подарка Кёрси получает от заказчика револьвер.
И вот по вечерам, вооружившись, Кёрси выходит на улицы Нью-Йорка. В первый раз он убивает налётчика, пытавшегося его ограбить. В другой раз он расстреливает бандитов, напавших на прохожего. Тогда его деяниями начинает интересоваться полиция, однако Кёрси продолжает уничтожать бандитов. Пол становится народным героем и получает от газетчиков прозвище Виджиланте (англ. Vigilante). У него появляются последователи, которые с удовольствием дают интервью телевидению.
Лейтенанту Френку Очоа удаётся выйти на след Кёрси, однако он получает от своего руководства указание: «Этого человека не надо арестовывать», так как уличная преступность сократилась почти в два раза. «Нам не нужен мученик»… Полиция начинает запугивать Пола, проводит обыск, задерживает его на улице, пытаясь заставить прекратить ночные расправы.
Несмотря на слежку полиции, Пол снова выходит на охоту, однако в этот раз его тяжело ранят. Кёрси оказывается в больнице, где его навещает Очоа. Лейтенант предлагает Полу навсегда уехать из Нью-Йорка, обещая взамен не сообщать никому, что Кёрси и есть Виджиланте. В ответ он спрашивает инспектора: «Мне уехать до захода солнца?», намекая на нравы времён «Дикого Запада». Поправившись, Пол покидает Нью-Йорк. Газетчикам же Очоа сообщает, что Виджиланте всё ещё ходит по улицам Нью-Йорка.
В итоге Пол уезжает в Чикаго. В аэропорту его встречают, но он не обращает внимание на встречающего его человека. Пол направляется к девушке, багаж которой раскидали хулиганы, и помогает ей собрать вещи. Смотря вслед уходящим хулиганам, Пол выставляет вперёд указательный палец и мысленно стреляет им вслед. На его лице появляется довольно злая улыбка, становится ясно, что и в Чикаго Пол будет делать то же, что делал в Нью-Йорке.

## В ролях
1. Чарльз Бронсон — Пол Кёрси
2. Хоуп Лэнг — Джоанна Кёрси, его жена
3. Кэтлин Толан — Кэрол Тоби, дочь Кёрси
4. Стивен Китс — Джек Тоби, зять Кёрси
5. Уильям Редфилд — Сэм Крейцер
6. Стюарт Марголин — Эймс Джейнчил, заказчик из Талсы
7. Винсент Гардения — Френк Очоа, инспектор полиции
8. Стивен Эллиот — полицейский комиссар
9. Джек Уоллес — Хэнк
10. Фред Дж. Сколлэй — окружной прокурор
11. Крис Гэмпел — Айвс
12. Роберт Кайя-Хилл — Джо Чарльз
13. Эдвард Гроувер — лейтенант Бриггс
14. Джефф Голдблюм — первый хулиган
15. Кристофер Логан — второй хулиган
16. Хелен Мартин — Альма Ли Браун
17. Хэнк Гаррет — Эндрю МакКейб
18. Кристофер Гест — патрульный Джексон Рилли

## Интересные факты
- Это экранизация одноименного романа Брайана Гарфилда, опубликованного в 1972 году (он также выходил у нас под названием «Смертельное желание»). Это первый фильм, снятый по произведениям Гарфилда.
- Первоначально продюсер Дино Де Лаурентис и студия Paramount хотели назвать картину «Уличное правосудие» (The Sidewalk Vigilante), так как думали, что название со словом смерть (death) может отпугнуть зрителей.
- В книге главный герой был бухгалтером, в экранизации же он стал архитектором. Несмотря на это, многие персонажи в фильме имеют те же имена, что и в романе.
- Пол Керси, персонаж Чарльза Бронсона, был назван именем одного из статистов, нанятых для съемок. Он позволил взять его имя в обмен на его появление во всех сценах, в которых это было возможно.
- Роль Пола Керси предназначалась для Стива Маккуина, но тот от нее отказался. Также от этой роли отказались Берт Ланкастер, Джордж С. Скотт и Фрэнк Синатра.
- Чарльзу Бронсону было около 52 лет, когда он снялся в этой ленте.
- В картине состоялся кинодебют Джеффа Голдблума. Он исполнил роль бандита.
- Это был единственный фильм киносериала, который был произведен компанией Дино Де Лаурентиса. Позже Де Лаурентис продал права на киносериал компании Cannon Films, принадлежащей Менахему Голану и Йораму Глобусу, за $200 тыс[2].

## Награды
- Golden Screen. Лучший фильм (1976 год)
- Grammy Awards. Номинация в категории «лучший саундтрэк к фильму» (1975 год)